# LinuxUser
LinuxUser ist eine deutsche Computerzeitschrift für Linux-Benutzer aus dem Verlag der Computec Media, die auch das Linux-Magazin herausgibt. Sie erscheint seit Januar 2000 – zunächst als Sonderheft, seit Juni 2000 regelmäßig. LinuxUser beschäftigt sich hauptsächlich mit dem praktischen Einsatz von Linux und richtet sich im Gegensatz zum Linux-Magazin vorwiegend an Endbenutzer.

## Erscheinungsweise
Die Zeitschrift erscheint an jedem dritten Donnerstag eines Monats. Vierteljährlich wird ein Sonderheft mit Spezialthemen wie Netzwerk, Sicherheit oder Hardware herausgegeben.

## Chefredakteur
Chefredakteur war bis Oktober 2004 Hans-Georg Eßer, Jörg Luther ist sein Nachfolger.

## Inhalte
Die Zeitschrift behandelt in erster Linie Software, die für den klassischen Heimanwender relevant ist. Das Spektrum reicht von der ausgewachsenen Office-Suite bis hin zum kleinen Konsolenprogramm. Jedes Heft hat einen thematischen Schwerpunkt, der bis zu einem Viertel der Ausgabe umfasst. Daneben finden sich die Artikel in Rubriken wie Praxis, Im Test, Know-how oder Netz&System, womit dem Leser gleichzeitig eine Orientierung in Bezug auf die Ausrichtung des Artikels gegeben wird.

## Beigaben
Bei der Produktion der LinuxUser-Ausgaben wurde und wird hauptsächlich freie Software eingesetzt. Die Heft-CD wird mit mkisofs / cdrecord gemastert und gebrannt. Einzig für das Layout kam mit Adobe InDesign auf Mac OS X proprietäre Komponenten zum Einsatz. Mit dem Wechsel des Titels zu Computec Media läuft die Layout-Software nun auf Windows als Plattform, die Redaktion arbeitet jedoch weiterhin beinahe ausschließlich auf Linux-Rechnern.